# José Luis López Vázquez

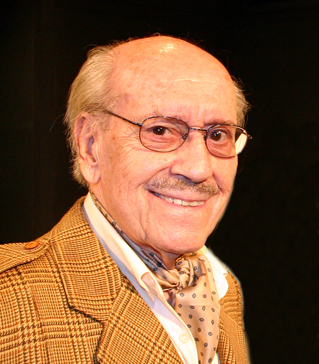
José Luis López Vázquez (2004)

José Luis López Vázquez de la Torre (* 11. März 1922 in Madrid, Spanien; † 2. November 2009 ebenda) war ein spanischer Schauspieler. In seiner Filmkarriere wirkte er in zahlreichen Klassikern des spanischen Kinos mit und spielte dabei in mehr als 250 Filmen und mehreren Fernsehserien.

## Leben
López Vázquez wuchs in ärmlichen Verhältnissen auf. Sein Vater verließ die Familie, seine alleinerziehende Mutter verdiente 3 Peseten am Tag.
Als Zeichner sowie Kostüm- und Bühnenbildner kam er zum Film und begann 1946 als Regieassistent von Enrique Herreros und Pío Ballesteros. Seine schauspielerische Karriere begann er 1951 am Teatro María Guerrero in Madrid. Später schloss er sich den Kompanien von Conchita Montes und Alberto Closas an.
Im spanischen Film der 1950er und 1960er Jahre wurde López Vázquez mit seinen überwiegend komödiantischen Rollen zu einem der populärsten Darsteller des Landes. Insbesondere seine Filmauftritte unter Marco Ferreri und Luis Berlanga sowie seine Hauptrolle in der Fernsehserie Tercero izquierda neben Gracita Morales begründeten seine Beliebtheit beim Publikum.
Daneben entwickelte sich López Vázquez in den 1970er Jahren nach seiner Rolle in Carlos Sauras Pfefferminz Frappe (1967) zu einem gefragten Charakterdarsteller. Für seine schauspielerische Leistung in Pedro Oleas El bosque del lobo (1970) und Jaime de Armiñáns Mi querida señorita (1971) wurde er jeweils mit dem Darstellerpreis des Chicago Film Festivals ausgezeichnet. Daraufhin erhielt er eine Rolle in George Cukors Travels With My Aunt (1972). Als eigentlicher Wendepunkt seiner Karriere vom komischen zum ernsthaften Fach gilt seine weltweit beachtete gestische und mimische Darstellung des in einer Telefonzelle eingeschlossenen Protagonisten in Antonio Merceros Mittellangfilm La cabina (1972), für die er zahlreiche Preise erhielt. Zwei Jahre darauf spielte er die Hauptrolle in Carlos Sauras Bürgerkriegsfilm La prima Angélica (1974), der in Spanien scharfe Proteste von Regimeanhängern und Zensurbehörden auslöste, zum Rücktritt des spanischen Informationsministers und zu mehreren Brandanschlägen auf Kinos führte und bei den Filmfestspielen in Cannes 1974 gezeigt wurde, wo Saura einen Sonderpreis erhielt.
José Luis López Vázquez starb im Alter von 87 Jahren in Madrid. Der Präsident der spanischen Filmakademie, Álex de la Iglesia, sagte über ihn: „Wir haben einen unserer größten Schauspieler verloren, López Vázquez war eine der Stützen des großen spanischen Films.“

## Filmografie

### Darsteller
- 1946: María Fernanda, la Jerezana
- 1950: Facultad de letras
- 1954: Die wunderbare Liebe der Bianca Maria (Un caballero andaluz)
- 1954: El diablo toca la flauta
- 1954: Felices pascuas
- 1954: Novio a la vista
- 1954: Un día perdido
- 1955: La lupa
- 1956: Die Welt wird uns gehören (El expreso de Andalucía)
- 1956: Esa voz es una mina
- 1956: La vida en un blo
- 1957: El fotogénico
- 1957: El inquilino
- 1957: Los jueves, milagro
- 1957: Madrugada
- 1957: Muchachas de azul
- 1957: Un marido de ida y vuelta
- 1958: El aprendiz de malo
- 1958: Familia provisional
- 1958: La noche y el alba
- 1958: Una muchachita de Valladolid
- 1959: De espaldas a la puerta
- 1959: Die kleine Wohnung (El pisito)
- 1959: Los tramposos
- 1959: Palma y Don Jaime (Fernsehserie)
- 1959: Se vende un tranvía
- 1959: Una gran señora
- 1960: 091 Policía al habla
- 1960: Der Rollstuhl (El cochecito)
- 1960: Días de feria
- 1960: El cerro de los locos
- 1960: El cielo dentro de la casa
- 1960: Los económicamente débiles
- 1960: Navidades en junio
- 1960: Trío de damas
- 1960: Un ángel tuvo la culpa
- 1960: Un bruto para Patricia
- 1961: Adiós, Mimí Pompón
- 1961: Cuidado con las personas formales
- 1961: Los pedigüeños
- 1961: Plácido
- 1961: Tres de la Cruz Roja
- 1961: Usted puede ser un asesino
- 1961: Vamos a contar mentiras
- 1962: Accidente 703
- 1962: I motorizzati
- 1962: La gran familia
- 1962: Martes y trece
- 1962: Sabían demasiado
- 1962: Solteros de verano
- 1962: Tú y yo somos tres
- 1962: Überfall um drei (Atraco a las tres)
- 1962: Una isla con tomate
- 1962: Vuelve San Valentín
- 1963: Benigno, hermano mío
- 1963: Chica para todo
- 1963: Confidencias de un marido
- 1963: Der Henker (El verdugo)
- 1963: Gli imbroglioni
- 1963: Las hijas de Helena
- 1963: Los derechos de la mujer
- 1963: Operación: Embajada
- 1963: Tercero izquierda (Fernsehserie)
- 1964: Casi un caballero
- 1964: Fin de semana
- 1964: I maniaci
- 1964: La chica del trébol
- 1964: Los palomos
- 1964: Totò d'Arabia
- 1964: Tres gorriones y pico
- 1964: Vacaciones para Ivette
- 1965: El cálido verano del Sr. Rodríguez
- 1965: Historias de la televisión
- 1965: La familia y … uno más
- 1965: La visita que no tocó el timbre
- 1965: Umorismo in nero
- 1965: Un vampiro para dos
- 1966: Algunas lecciones de amor
- 1966: Hoy como ayer
- 1966: Las viudas
- 1966: Les combinards
- 1966: Operación Plus Ultra
- 1966: Operación Secretaria
- 1966: Operation Gold (Zarabanda Bing Bing)
- 1966: Una señora estupenda
- 1966: ¡Es mi hombre!
- 1967: 40 grados a la sombra
- 1967: Amor a la española
- 1967: Amor en el aire
- 1967: Crónica de nueve meses
- 1967: Los chicos del Preu
- 1967: Los guardiamarinas
- 1967: Novios 68
- 1967: Operación cabaretera
- 1967: Operación Dalila
- 1967: Pfefferminz Frappe (Peppermint Frappé)
- 1967: Sor Citroen
- 1967: Un millón en la basura
- 1968: Cuidado con las señoras
- 1968: El turismo es un gran invento
- 1968: Long-Play
- 1968: Objetivo: bi-ki-ni
- 1968: Operación Mata Hari
- 1968: Pecados conyugales
- 1968: ¡Cómo está el servicio!
- 1969: Estudio amueblado 2.P.
- 1969: Mi marido y sus complejos
- 1969: No somos ni Romeo ni Julieta
- 1969: Por qué pecamos a los cuarenta
- 1970: Crimen imperfecto
- 1970: Dele color al difunto
- 1970: El astronauta
- 1970: En un lugar de La Manga
- 1970: Garten der Lüste (El jardín de las delicias)
- 1970: La otra residencia
- 1970: Las secretas intenciones
- 1970: ¡Vivan los novios!
- 1971: A mí las mujeres ni fu ni fa
- 1971: Black story (La historia negra de Peter P. Peter)
- 1971: Blanca por fuera y Rosa por dentro
- 1971: Eine anständige Frau (La decente)
- 1971: El bosque del lobo
- 1971: Españolas en París
- 1971: Jetzt bin ich dran, Männer! (La graduada)
- 1971: La última señora Anderson
- 1971: Petroleum-Miezen (Les Pétroleuses)
- 1971: Préstame quince días
- 1971: Si Fulano fuese Mengano
- 1972: Carta de amor de un asesino
- 1972: Colpo grosso, grossissimo … anzi probabile
- 1972: Zwei Mädchen von der Revue (Dos chicas de revista)
- 1972: El vikingo
- 1972: La cabina (Kurzfilm)
- 1972: La cera virgen
- 1972: Mein geliebtes Fräulein (Mi querida señorita)
- 1972: Mil millones para una rubia
- 1972: No firmes más letras, cielo
- 1972: Reisen mit meiner Tante (Travels with My Aunt)
- 1972: Venta por pisos
- 1973: Habla, mudita
- 1973: La descarriada
- 1973: Las señoritas de mala compañía
- 1973: Lo verde empieza en los Pirineos
- 1973: Mi profesora particular
- 1973: No es bueno que el hombre esté solo
- 1973: Un casto varón español
- 1974: Cousine Angélica (La prima Angélica)
- 1974: Doctor, me gustan las mujeres, ¿es grave?
- 1974: La revolución matrimonial
- 1974: Una pareja … distinta
- 1975: Canciones de nuestra vida
- 1975: Duerme, duerme, mi amor
- 1975: Manchas de sangre en un coche nuevo
- 1975: Zorrita Martínez
- 1975–1976: Este señor de negro (Fernsehserie, 13 Folgen)
- 1976: El señor está servido
- 1976: La ciutat cremada
- 1976: Nosotros, los decentes
- 1977: Doña Perfecta
- 1977: El apolítico
- 1977: El monosabio
- 1977: Niñas … al salón
- 1978: Casa de citas
- 1978: El fascista, la beata y su hija desvirgada
- 1978: Jugando a papás
- 1978: La escopeta nacional
- 1978: Little Lips – Der zärtliche Tod (Piccole labbra)
- 1978: Nunca en horas de clase
- 1979: I viaggiatori della sera
- 1979: La familia, bien, gracias
- 1979: La miel
- 1979: Mama wird 100 Jahre alt (Mamá cumple cien años)
- 1979: Wilde Betten – Lippenstift-Tigerinnen (Letti selvaggi)
- 1980: El divorcio que viene
- 1980: El gran secreto
- 1980: Él y él
- 1980: F.E.N.
- 1980: La verdad sobre el caso Savolta
- 1980: ¡Qué verde era mi duque!
- 1981: 127 millones libres de impuestos
- 1981: Nostalgia de comedia muda
- 1981: Patrimonio nacional
- 1981: Plein sud
- 1981: Profesor eróticus
- 1981: Puente aéreo
- 1982: Adolescencia
- 1982: Das Vatikan-Komplott (Morte in Vaticano)
- 1982: De camisa vieja a chaqueta nueva
- 1982: Der Bienenkorb (La colmena)
- 1982: Los embarazados
- 1982: Nacional III
- 1983: El Cid cabreador
- 1983: El fascista, doña Pura y el follón de la escultura
- 1983: Juana la loca … de vez en cuando
- 1983: La avispita Ruinasa
- 1983: Pájaros de ciudad
- 1983: Un genio en apuros
- 1984: Akelarre als Inquisidor
- 1984: La comedia (Fernsehserie, 1 Folge)
- 1984: Mi amigo el vagabundo
- 1984: Operación Mantis
- 1984: Playboy en paro
- 1984: Violines y trompetas
- 1985: Café, coca y puro
- 1985: El elegido
- 1985: El rollo de septiembre
- 1985: La corte de Faraón
- 1985: La gallina ciega (Fernsehfilm)
- 1986: Capullito de alhelí
- 1986: Crónica sentimental en rojo
- 1986: Galoschen des Glücks (Galoše šťastia)
- 1986: El orden cómico
- 1986: Hay que deshacer la casa
- 1986: Los presuntos
- 1987: La veritat oculta
- 1987: Mi general
- 1987: Moros y cristianos
- 1988: La gran comedia
- 1988: Soldadito español
- 1989: El rey del mambo
- 1989: Esquilache
- 1990: Disparate nacional
- 1990: Ein Rebell wird geschmiedet (La forja de un rebelde) (Fernsehserie, 1 Folge)
- 1990: El séptimo cielo (Fernsehserie, 1 Folge)
- 1990: Pareja enloquecida busca madre de alquiler
- 1991: El Quijote de Miguel de Cervantes (Fernsehserie, 1 Folge)
- 1991: Fuera de juego
- 1991: Jet Marbella Set
- 1991: La ronda (Fernsehserie, 1 Folge)
- 1992: El juego de los mensajes invisibles
- 1992: El largo invierno
- 1992: The Fencing Master (El maestro de esgrima)
- 1992: Los gusanos no llevan bufanda
- 1993: Todos a la cárcel
- 1993–1996: Los ladrones van a la oficina (Fernsehserie, 76 Folgen)
- 1994: Compuesta y sin novio (Fernsehserie, 1 Folge)
- 1994: Lazos (Fernsehfilm)
- 1995: Función de noche (Fernsehserie, 1 Folge)
- 1995: Un lío fuera de serie (Fernsehfilm)
- 1996: Demasiado caliente para ti
- 1996: Una primavera fuera de serie (Fernsehfilm)
- 1997: Hostal Royal Manzanares (Fernsehserie, 1 Folge)
- 1997: Memorias del ángel caído
- 1998: Café con leche (Fernsehserie)
- 1999: La familia … 30 años después (Fernsehfilm)
- 1999: No respires: El amor está en el aire
- 2000: El botones sacarino (Fernsehserie)
- 2000–2002: Paraíso (Fernsehserie, 2 Folgen)
- 2001: Misión en Marbella
- 2002: Cuéntame (Fernsehserie, 1 Folge)
- 2002: Periodistas (Fernsehserie, 1 Folge)
- 2003: El oro de Moscú (Viejo)
- 2004: Hospital Central (Fernsehserie, 1 Folge)
- 2004: Luna de Avellaneda
- 2005: Cuba libre
- 2005: Los Serrano (Fernsehserie, 1 Folge)
- 2006: Vientos de agua (Fernsehserie, 1 Folge)
- 2007: Javier ya no vive solo (Fernsehserie, 2 Folgen)
- 2007: ¿Y tú quién eres?

### Regieassistenz
- 1946: María Fernanda, la Jerezana (Zweiter Regieassistent)
- 1991: Die Löwen der Alhambra (Réquiem por Granada) (Zweiter Regieassistent) (Fernsehserie)

### Restlicher Stab
- 1957: Der Tag der Verdammten (Amanecer en Puerta Oscura) (Script Supervisor)

## Auszeichnungen (Auswahl)
Chicago International Film Festival
- 1971: Gold Hugo in der Kategorie Bester Darsteller in El bosque del lobo
- 1972: Gold Hugo in der Kategorie Bester Darsteller in Mi querida señorita

International Emmy Award
- 1973: Beste Fiktion für La cabina

Weitere
- 1985: Gold Medal of Arts (Medalla de Oro de las Bellas Artes)
- 2001: Preis der spanischen Schauspielervereinigung für das Lebenswerk
- 2005: Goya-Ehrenpreis für das Lebenswerk
- 2007: Fotogramas de Plata für das Lebenswerk